# Атомная школа 2
«Атомная школа 2» (англ. Class of Nuke 'Em High 2: Subhumanoid Meltdown) — американский научно-фантастический комедийный фильм ужасов 1991 года. Снят киностудией Troma Entertainment. Является продолжением фильма «Атомная школа» (1986), однако в нём нет персонажей из первого фильма.

## Сюжет
После прошлого инцидента правительство не стало закрывать АЭС в Тромавилле, но взамен руководству станции пришлось организовать внутри неё Технологический институт. Здесь студенты не только проходят обучение, но и занимаются практикой, управляя ядерным реактором. Один из профессоров, а именно профессор Холт, проводит в институте свои секретные исследования. Она скрещивает людей с низшими формами жизни, чтобы получить, таким образом, суб-гуманоидов, которые не чувствительны к боли и не имеют эмоций. Суб-гуманоиды могут выполнять некоторые виды работ вместо людей. От людей суб-гуманоиды отличаются только наличием второго рта вместо пупка. Однако они имеют свойство спонтанно расплавляться, превращаясь в пятно из слизи. Подобное происходит периодически прямо в общественных местах. Профессор Холт по этому поводу ведёт работу над созданием противоядия от внезапного «расплавления».
Журналист студенческой газеты Роджер Смит влюбляется в суб-гуманоида по имени Виктория, когда принимает участие в одном научном эксперименте. Исследования же профессора Холт входят в конфликт с начальством АЭС, которые имеют свои планы на суб-гуманоидов. Руководство хочет извлекать из этих существ прибыль, например, отправляя на войны. В конце концов, руководство станции берёт в плен Холт и Викторию. Теперь задача Роджера поднять студентов на восстание. В это время одна местная белка случайно пробует радиоактивные отходы, из-за чего мутирует и увеличивается в размерах, принимаясь крушить всё вокруг.

## В ролях
- Брик Бронски — Роджер Смит
- Лиза Гайе — профессор Холт
- Лиса Роулэнд — Виктория
- Майкл Кертц — Йок
- Скотт Резник — декан Окра
- Джеки Моэн — субгуманоид Дайан
- Роберт Доусон — Муррей
- Фил Риво — Харви
- Эрика Франк — экскурсовод
- Томас Перри — Токсичный мститель
- Ллойд Кауфман и Майкл Херц — голоса пилотов вертолёта

## Рецензии
В The New York Times написали, что это «типично чокнутый продукт от компании ответственной за фильмы серии „Токсичный мститель“». Газета назвала фильм «энергичным» и «безвкусным». Рецензенту TV Guide понравился фильм, он нашел его хорошим примером стиля кинопроизводства Troma Entertainment, высоко оценив социальный подтекст.